# Caryophyllia spinigera
Caryophyllia spinigera is een rifkoralensoort uit de familie Caryophylliidae. De wetenschappelijke naam van de soort is voor het eerst geldig gepubliceerd in 1871 door Saville-Kent.